# Chiesa di San Bernardino (Salò)
La chiesa di San Bernardino è un edificio di culto cattolico di Salò, in provincia e diocesi di Brescia.
Essa è intitolata a San Bernardino da Siena, che visse a Salò e come eremita in una grotta sull'isola del Garda nel 1422 e 1437.

## Storia
Intorno al 1440 esisteva già nella città di Salò una primitiva chiesa, detta della Disciplina, dedicata a San Bernardino situata in Borgo Belfiore.
Nel 1476 fu costruita la chiesa nella sede attuale. 
Nel chiostro della chiesa di San Giuseppe a Brescia l'undicesimo affresco sul lato est rappresenta la chiesa di Salò e l'intero complesso conventuale. L'antica chiesa era lunga quanto il duomo di Salò.
Già alla fine dell’800 la chiesa si trovava in condizioni precarie e dopo il terremoto del 1901 fu gravemente danneggiata. Pertanto venne chiusa al pubblico. 
Nel 1906 le opere d'arte più importanti, e cioè i due quadri del Romanino e l’Immacolata di Andrea Celesti, furono trasferite in Duomo. Il 25 gennaio del 1910 crollò il tetto. 
Tra il 1910 e 1914 la chiesa fu ricostruita secondo il progetto dell'architetto Beniamino Serri di Carrara.
Si decise nella ricostruzione di accorciare di circa un terzo la lunghezza della chiesa, sacrificando il vecchio presbiterio, la sacrestia, parte del convento per cui il campanile rimase isolato.

## Galleria d'immagini dell'interno

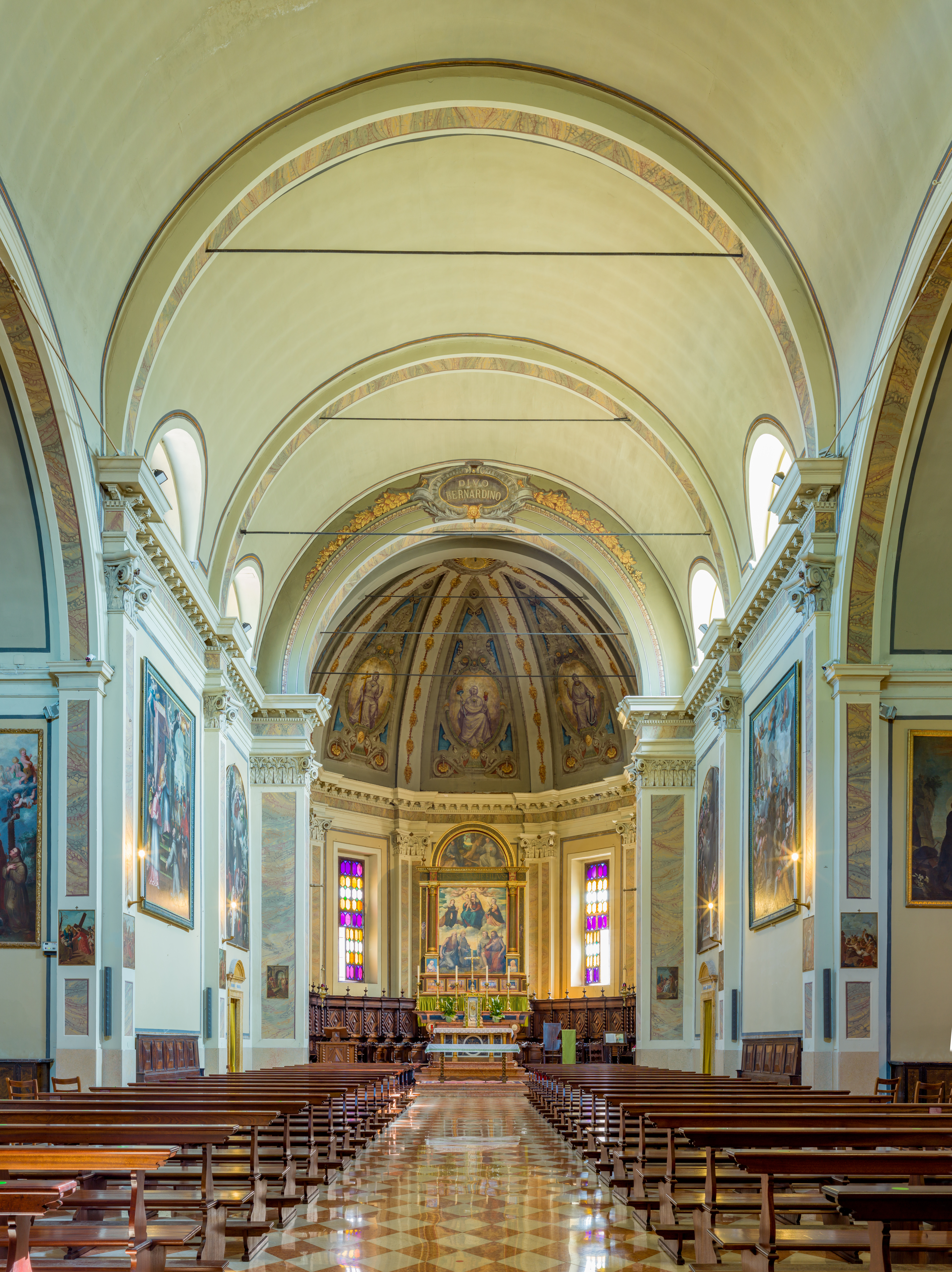
Navata con abside
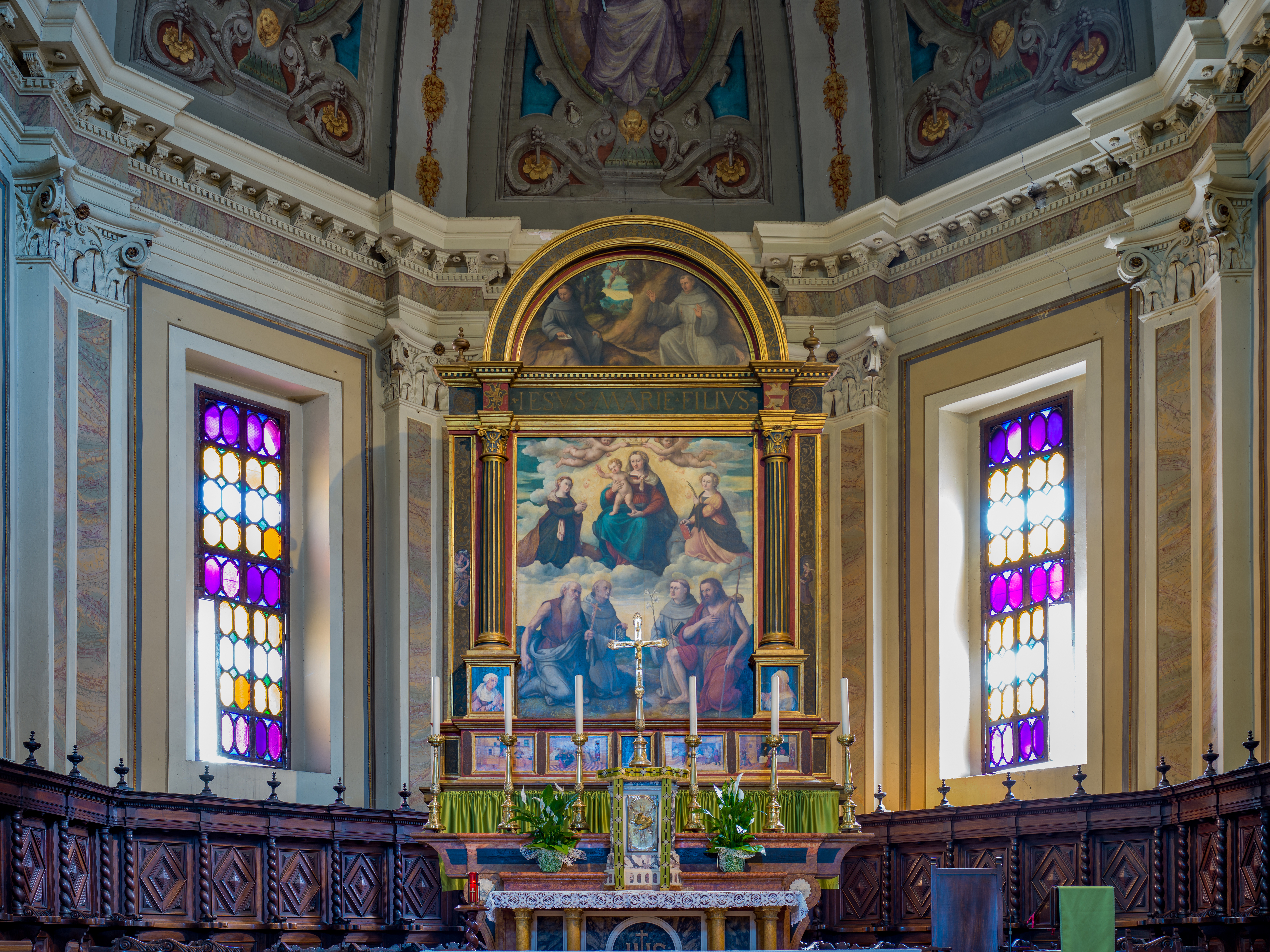
Altare maggiore
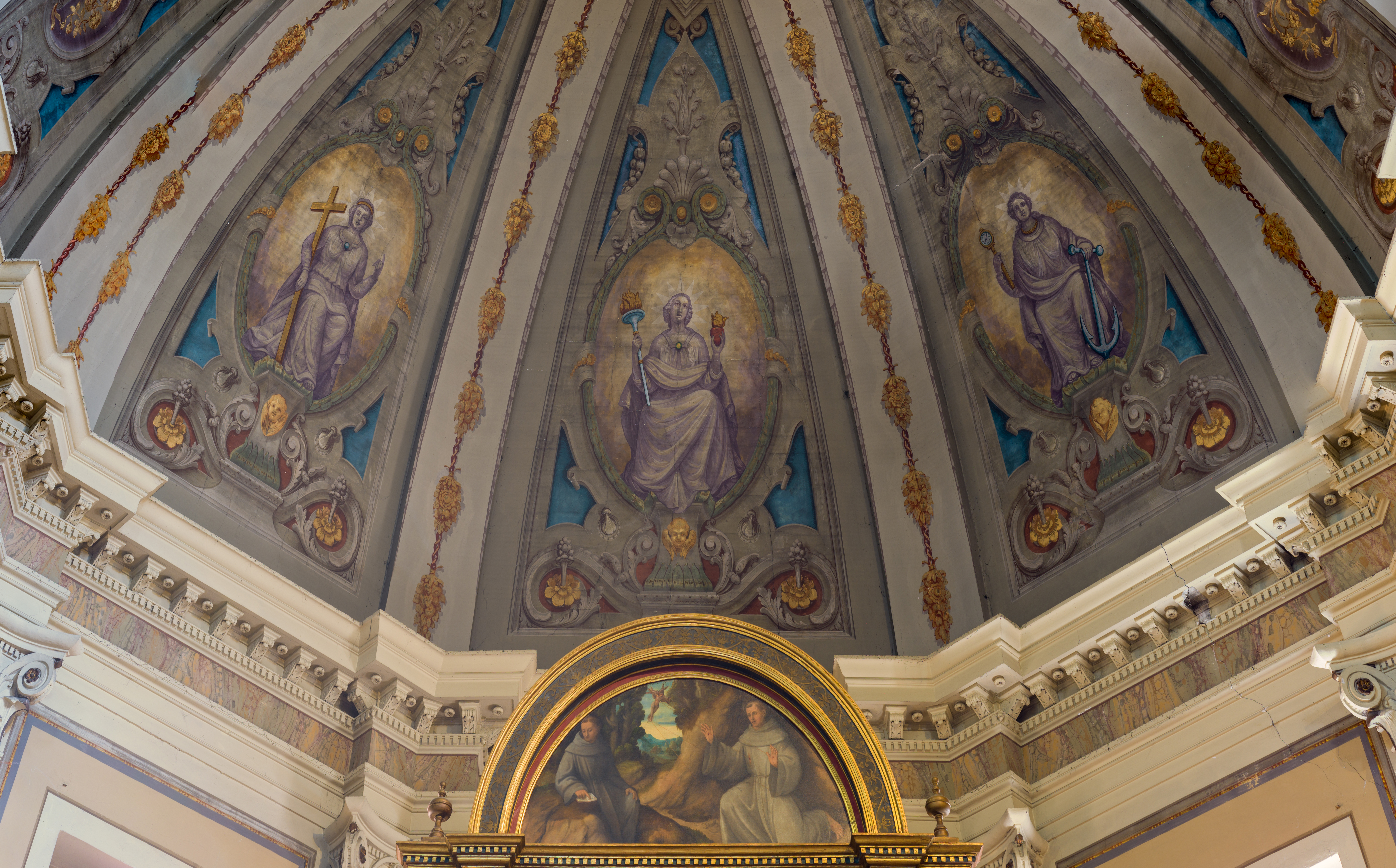
Catino dell'abside
Altare della Madonna
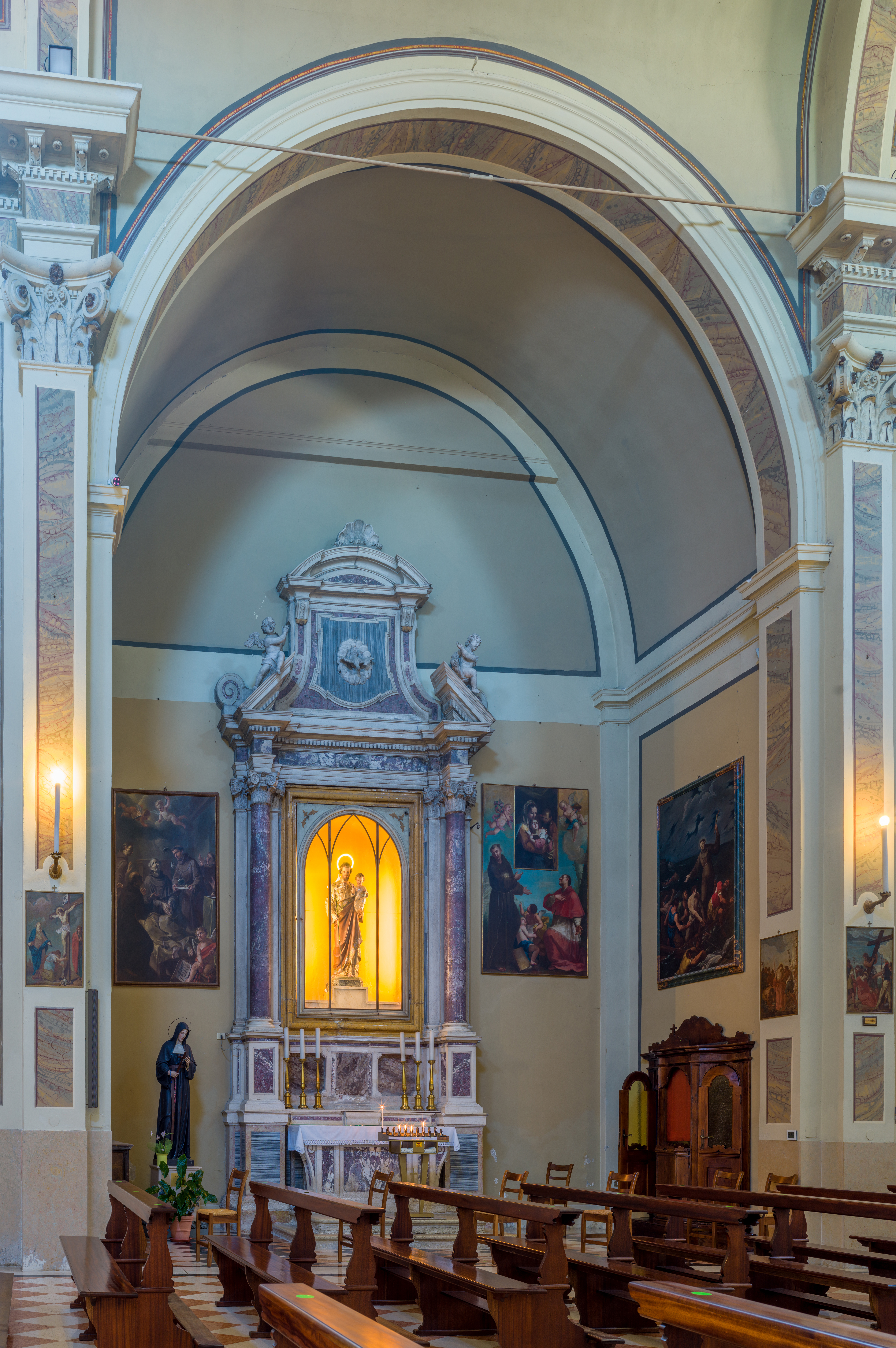
Altare di San Giuseppe
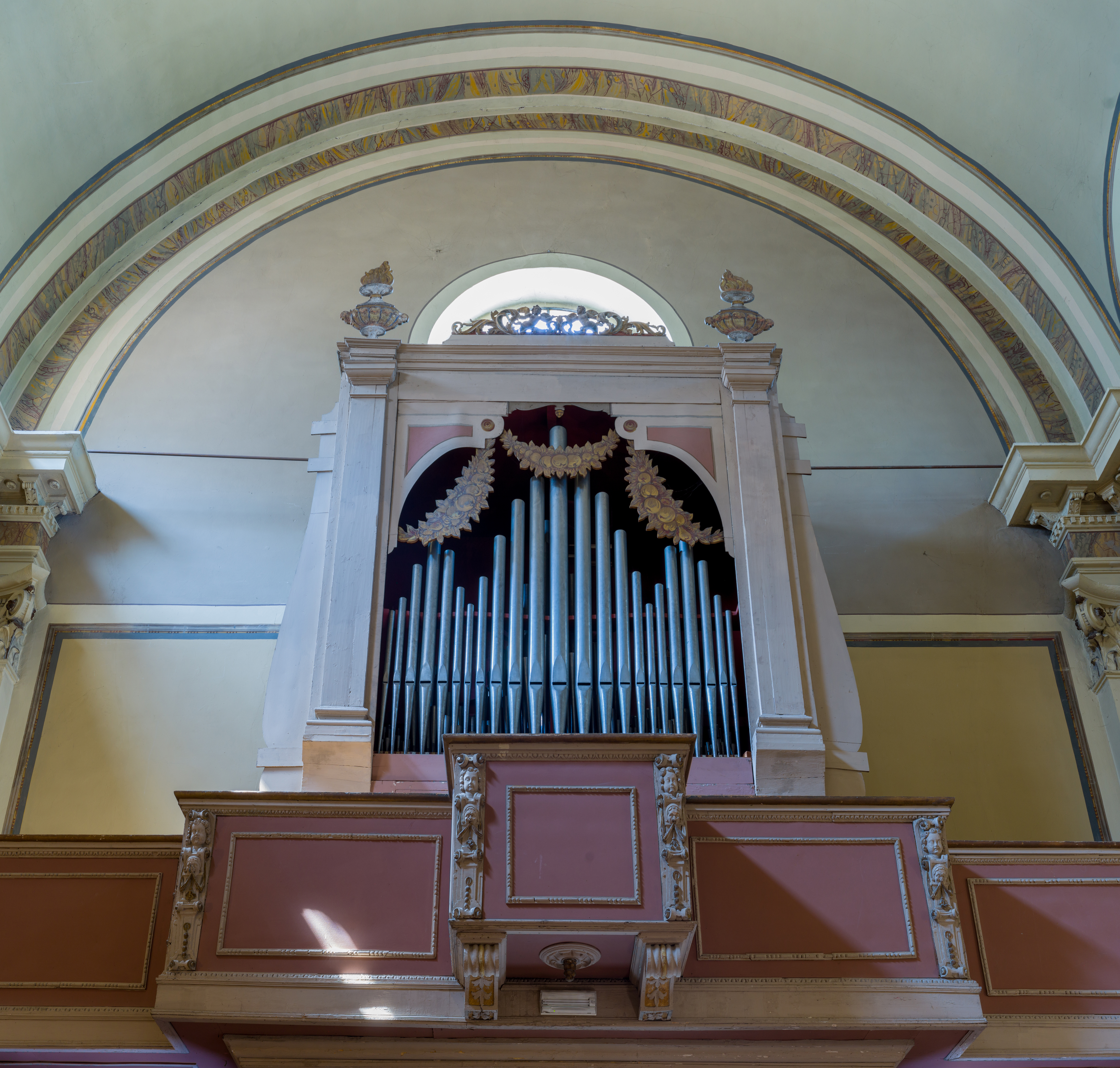
Organo Antegnati sulla controfacciata

La pianta è illuminata da otto finestre con vetri diffondenti luce colorata sull'unica navata sostenuta da quattro archi a sesto acuto.
Nel catino dell'abside spicca la decorazione delle tre virtù teologali, "Fede", "Speranza", "Carità", che Giovanni Verenini, pittore salodiano, dipinse nel 1914.
Nel presbiterio sopra l'altare maggiore è posta la pala di Zenone Veronese, raffigurante la Madonna col Bambino in Gloria e le Sante Caterina d'Alessandria e Lucia, Girolamo, Bernardino da Siena, Antonio di Padova e Giovanni Battista.
Nella lunetta sovrastante la pala è posto un dipinto con San Francesco che riceve le stimmate un tempo attribuito al Moretto.
Nella cornice in alto c'è la scritta Jesus Marie Filius affiancata dal simbolo di San Bernardino e dagli stemmi di famiglia dei provveditori Costantino Zorzi (1519) a destra e Gerolamo Leone (1547) a sinistra.
Nella predella della soasa si osservano quattro formelle con le vite dei santi Gerolamo, Bernardino, Antonio e Battista, nei plinti Santa Marta a destra e Santa Elisabetta a sinistra.
La navata principale è allestita con numerose tele fra cui opere del pittore locale Giovanni Andrea Bertanza.
Sulle pareti della navata principale, prima del presbiterio, sono posizionate due tele del veronese Paolo Farinati: l'Annunciazione e l'Adorazione dei pastori, commissionate nel 1583.
Ai lati della navata principale vi sono due cappelle con altari dedicati alla Vergine e a San Giuseppe.
Nelle lesene delle pareti sono affisse quattordici tele della via Crucis, attribuite a Romualdo Turrini.

## Galleria delle opere pittoriche

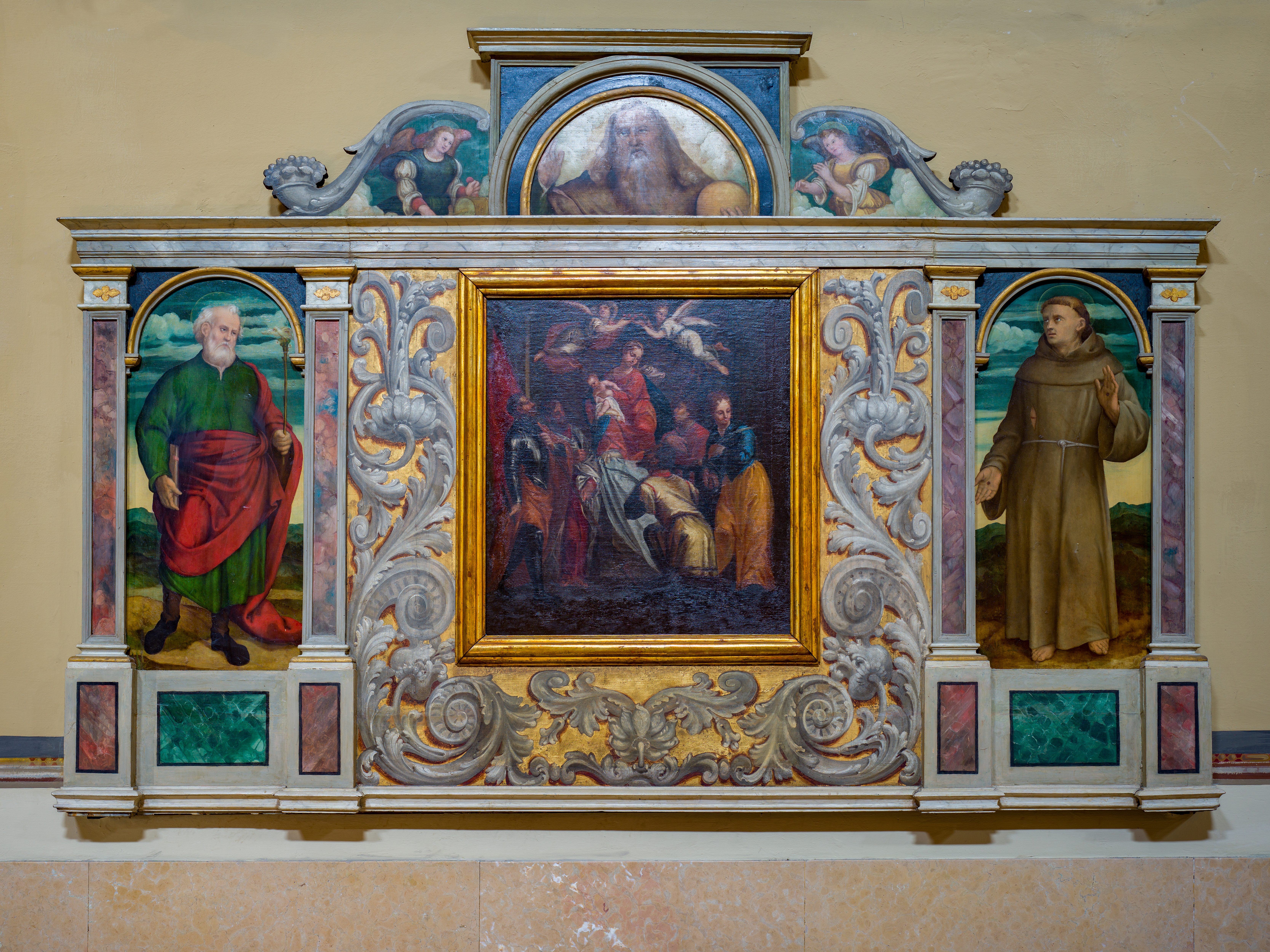
Trittico di destra
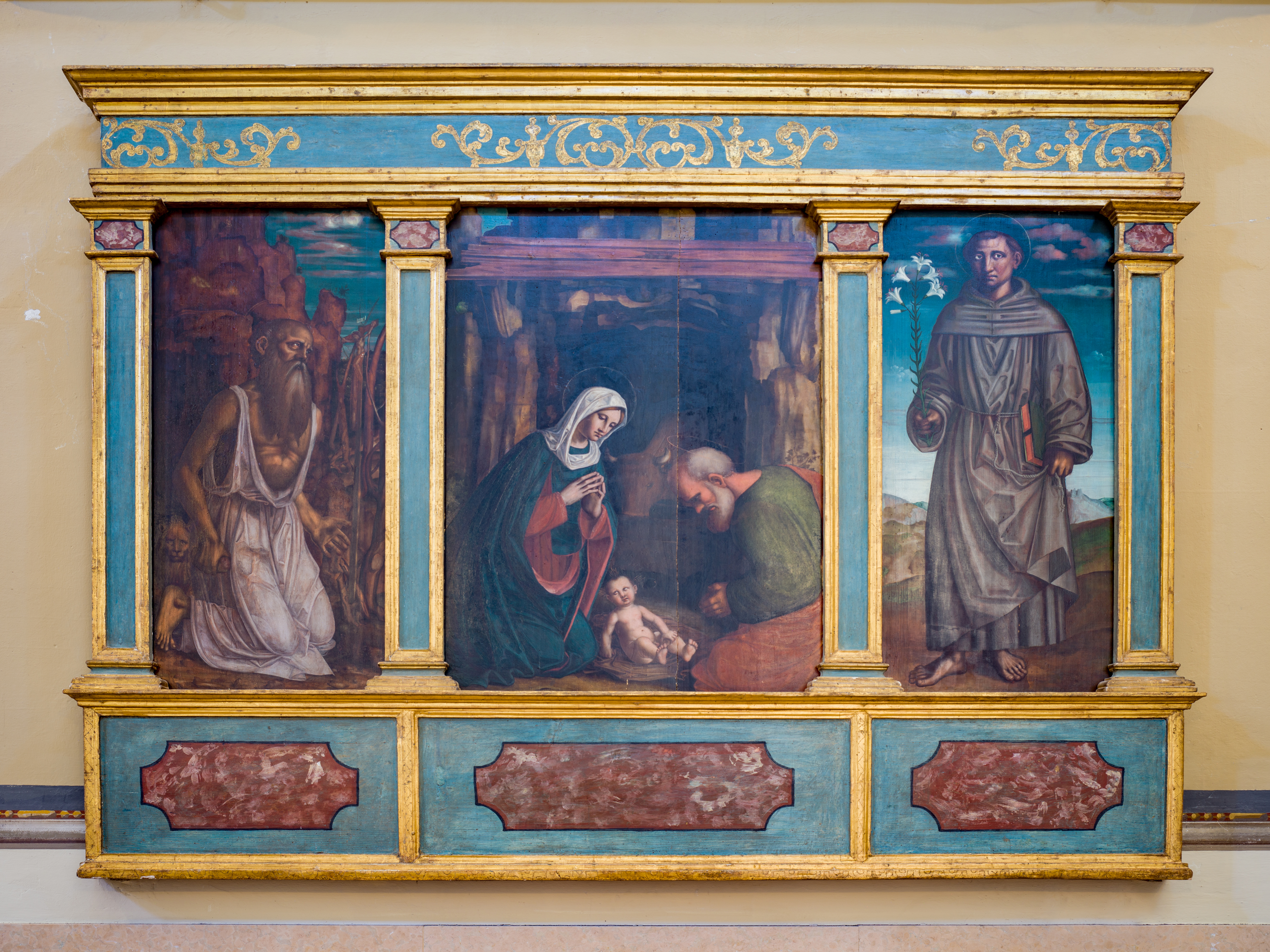
Trittico di sinistra
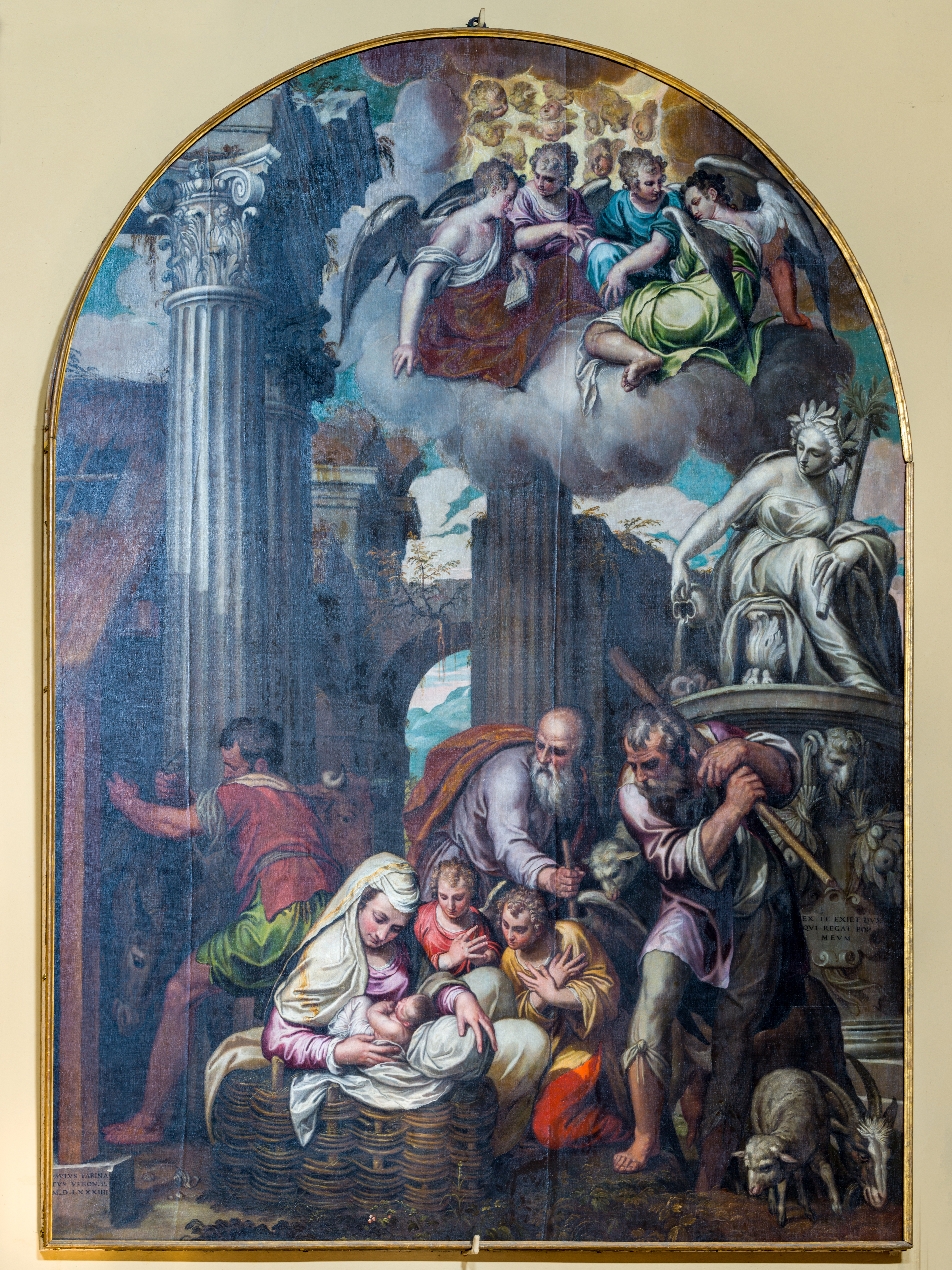
Adorazione dei pastori
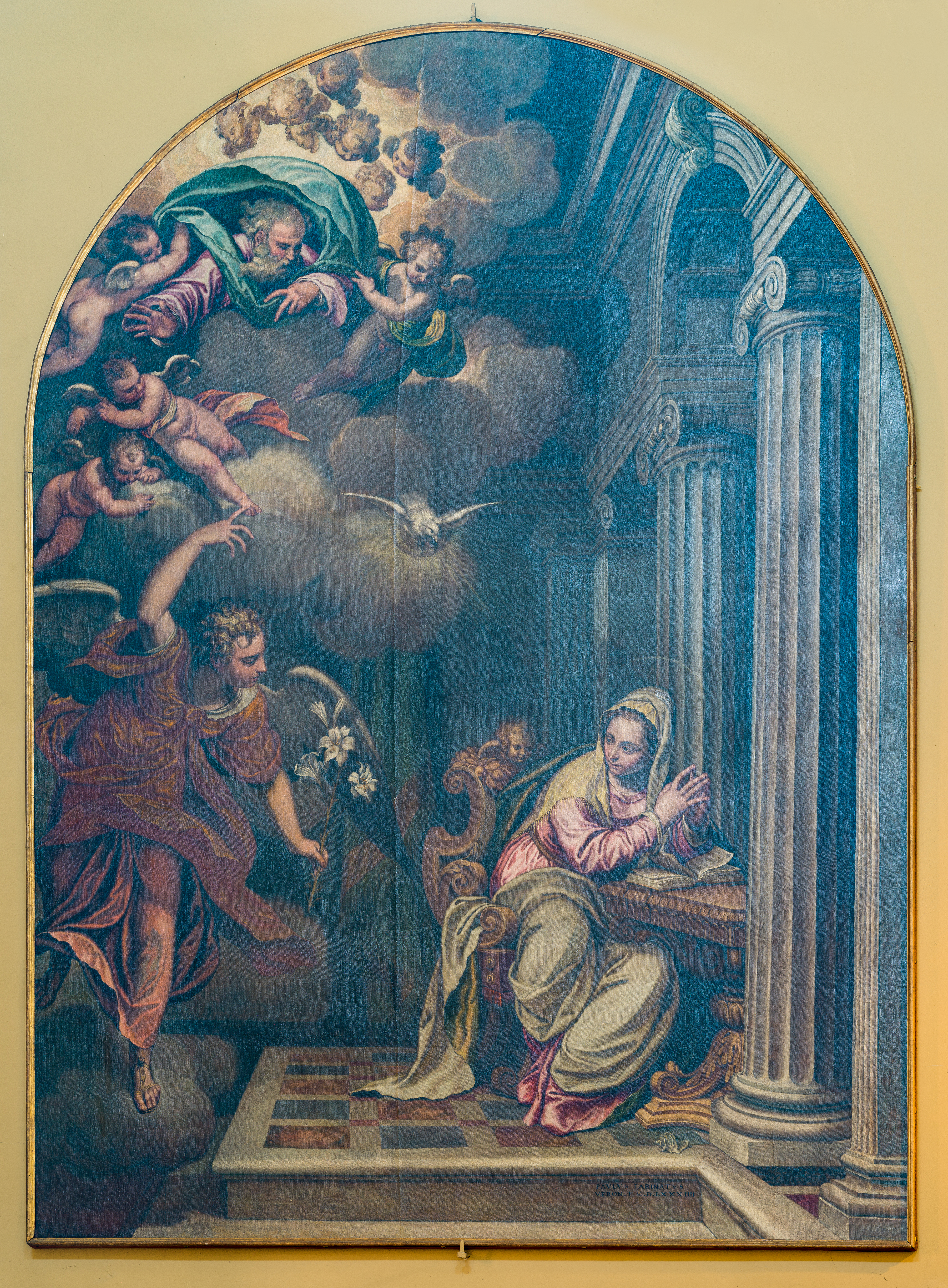
Annunciazione
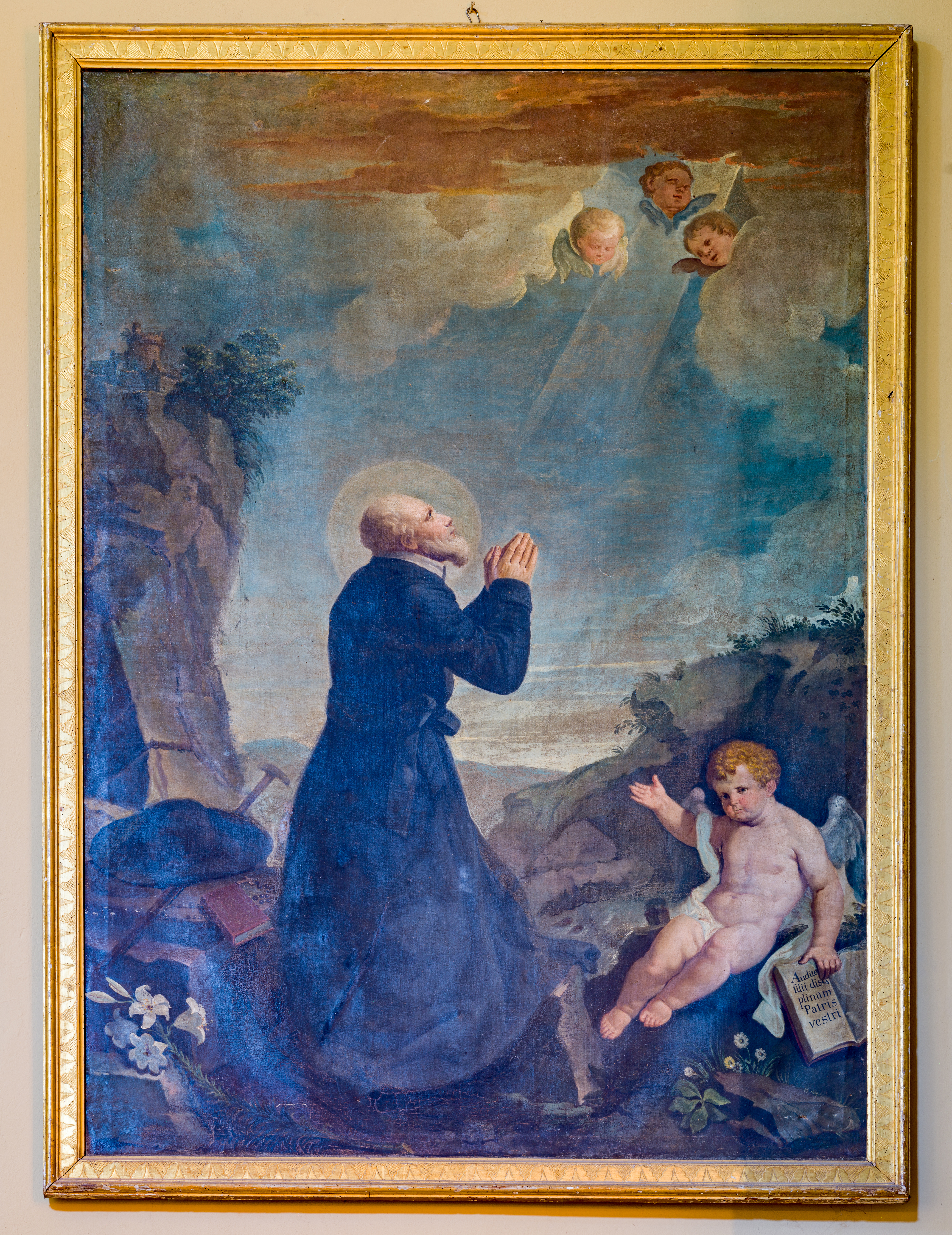
San Filippo Neri
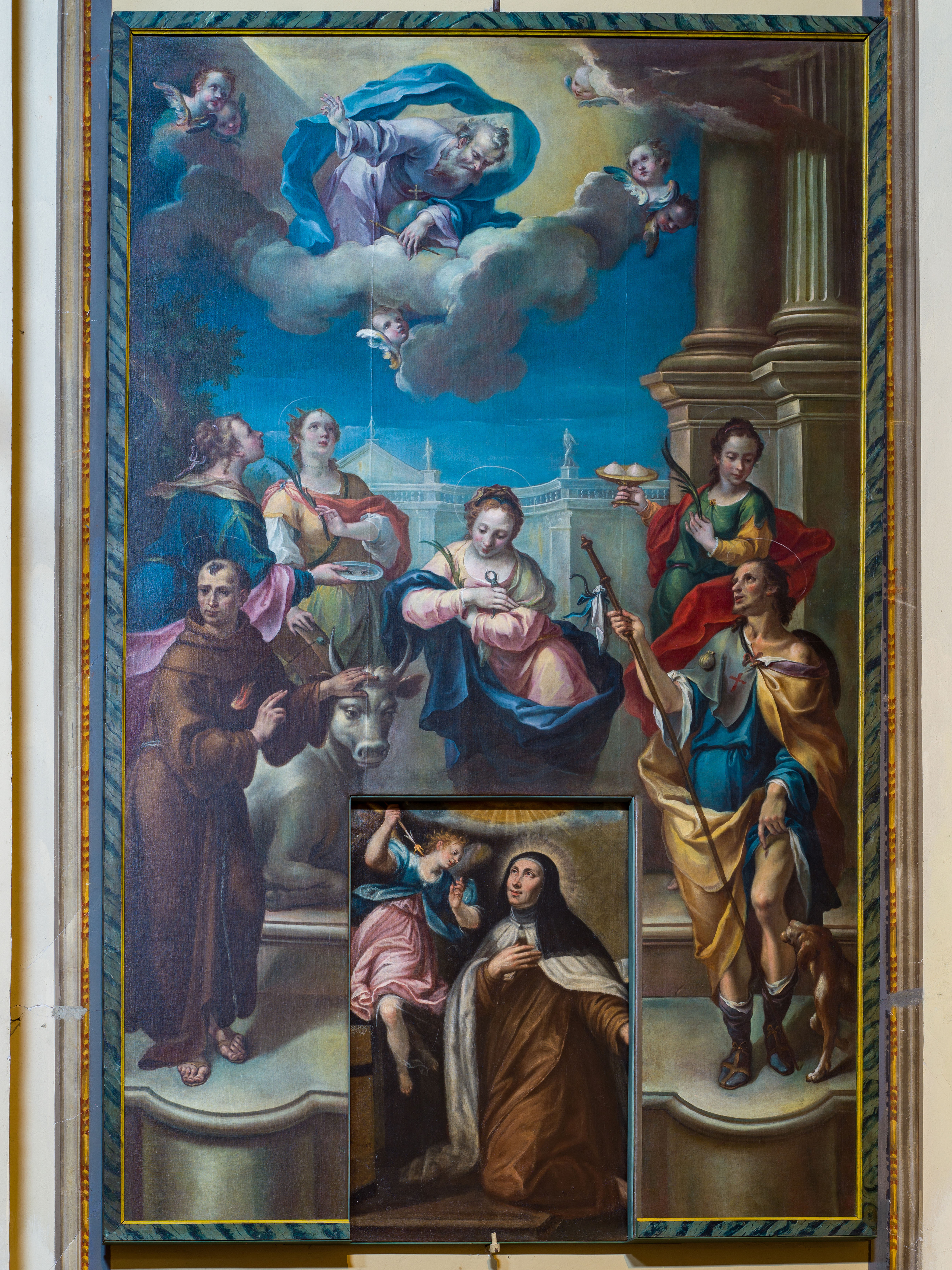
I martiri
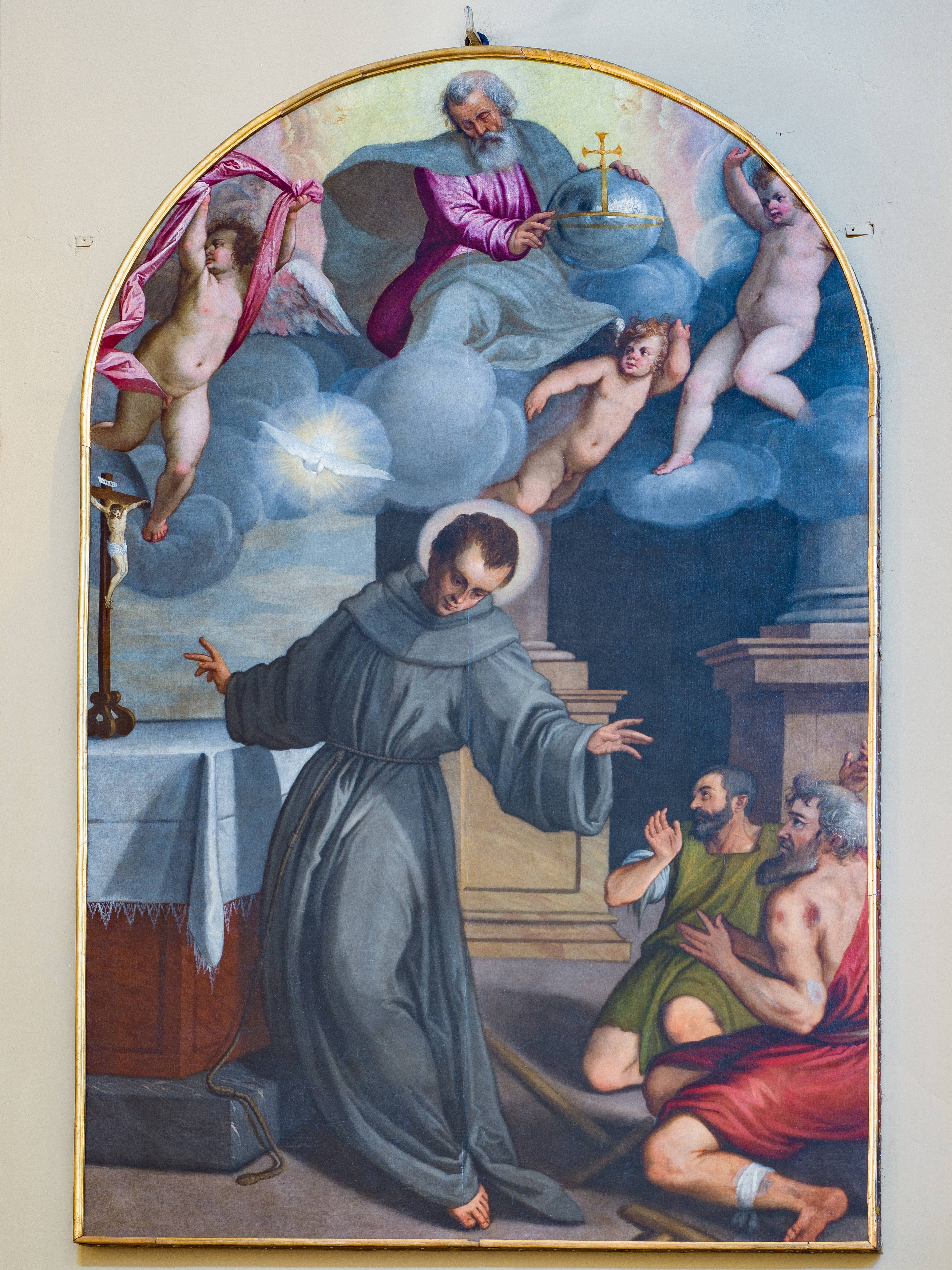
San Diego di Alcalà
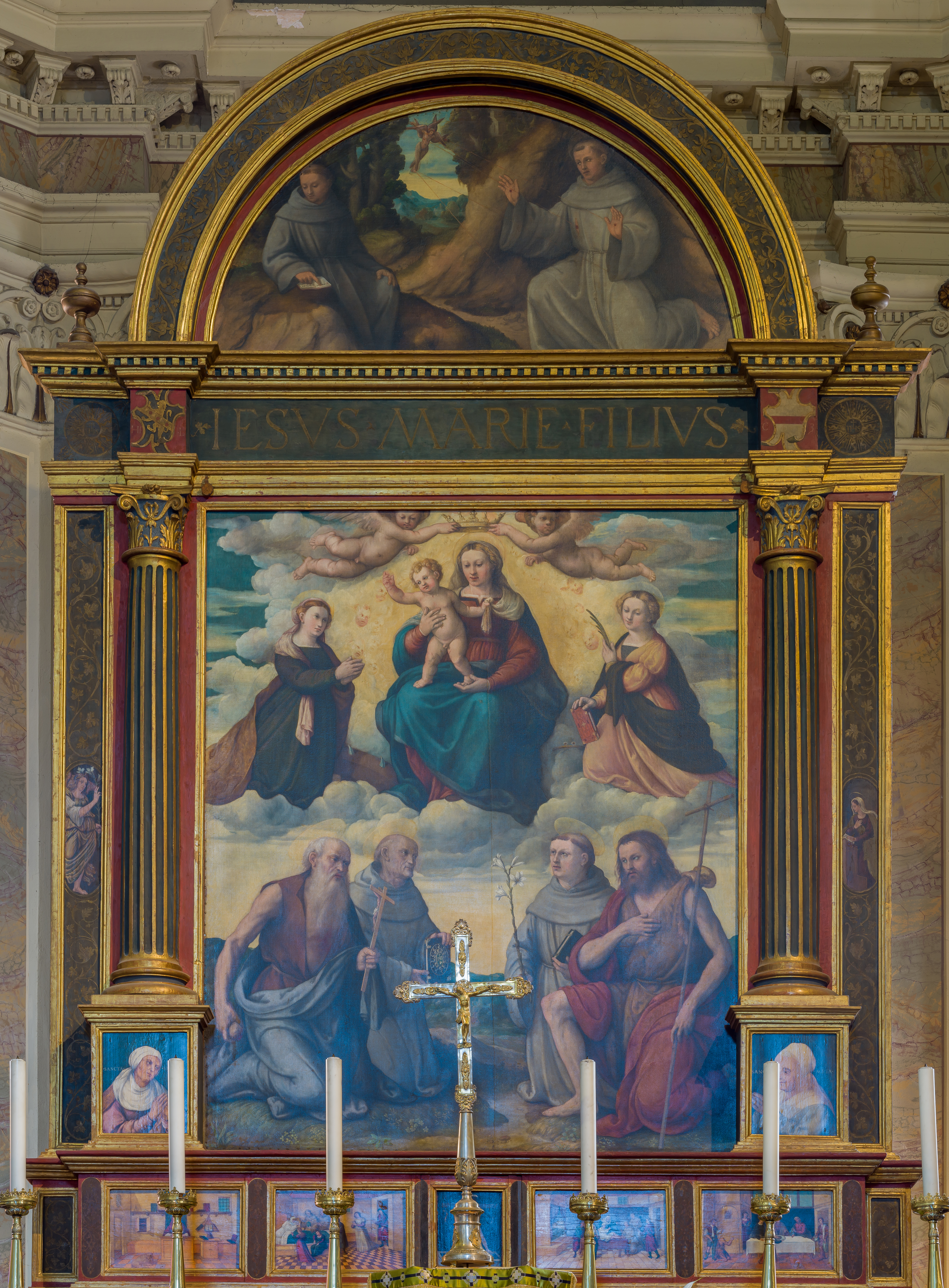
Pala dell'altare maggiore

## Organo
Costruito nel 1579 compare nel catalogo Antegnati. Nel 1879 Pacifico Inzoli ricostruì lo strumento, mantenendo le 183 canne degli Antegnati. Dopo il terremoto del 2004 fu rimesso in efficienza nel 2008 da Claudio Bonizzi. 

## Torre campanaria
Il campanile  nella parte inferiore presenta la struttura originale, la parte superiore fu
rifatta in epoca rinascimentale. È costituito da quattro pilastri  con quattro lesene d’angolo.